# Jan Skrzetuski (polityk)
Jan Aleksander Skrzetuski (ur. 15 sierpnia 1924 w Wilkowie, zm. 2000) – polski polityk, poseł na Sejm PRL IX kadencji, inżynier.

## Życiorys
Był synem kpt. Karola Skrzetuskiego (powstańca wielkopolskiego, 1892–1945) i Anieli Marianny Skrzetuskiej z domu Kabzy (1893–1949). Absolwent Wydziału Leśnego Uniwersytetu Poznańskiego (1950), magister nauk agrotechnicznych, inżynier leśnik. Od 1951 był adiunktem, a potem nadleśniczym w powiecie Krosno Odrzańskie, a od 1967 w Nadleśnictwie Zielona Góra.
W 1950 wstąpił do Zjednoczonego Stronnictwa Ludowego. Był prezesem Wojewódzkiego Komitetu tej partii w Zielonej Górze i członkiem Naczelnego Komitetu ZSL. Radny Powiatowej Rady Narodowej w Krośnie Odrzańskim i Wojewódzkiej Rady Narodowej w Zielonej Górze. Członek Wojewódzkiej Rady Łowieckiej. W latach 1985–1989 pełnił mandat posła na Sejm PRL IX kadencji w okręgu Zielona Góra, zasiadając w Komisji Ochrony Środowiska i Zasobów Naturalnych oraz w Komisji Rolnictwa, Leśnictwa i Gospodarki Żywnościowej.

## Odznaczenia
- Krzyż Oficerski Orderu Odrodzenia Polski
- Krzyż Kawalerski Orderu Odrodzenia Polski
- Medal 40-lecia Polski Ludowej
- Medal „Za zasługi dla Ruchu Ludowego”